# Arjan Knipping
Arjan Knipping (De Heurne, 1 augustus 1994) is een Nederlands zwemmer gespecialiseerd in de 200 en 400 meter wisselslag. Knipping traint onder leiding van Geert Janssen; eerder werd hij getraind door Theo en Vera Bloemberg, Hans Tuenter, Rob Kennis en Thijs Hagelstein. Knipping is Nederlands recordhouder op de 200 en 400 meter wisselslag.

## Resultaten

### Internationale toernooien
| Jaar  | Olympische Spelen   | WK langebaan                           | WK kortebaan  | EK langebaan                            | EK kortebaan                           |
| ----- | ------------------- | -------------------------------------- | ------------- | --------------------------------------- | -------------------------------------- |
| 2018  |                     |                                        | geen deelname | 13e 200m wisselslag 14e 400m wisselslag |                                        |
| 2019  |                     | 20e 200m wisselslag 8e 400m wisselslag |               |                                         | 16e 200m wisselslag 5e 400m wisselslag |
| 2020* | 17e 400m wisselslag |                                        |               | 11e 200m wisselslag 10e 400m wisselslag |                                        |

 *) De internationale toernooien die in 2020 zouden plaatsvinden werden vanwege de coronapandemie uitgesteld tot 2021.

### Nederlandse kampioenschappen
| Jaar | NK langebaan      | NK kortebaan                                                            |
| ---- | ----------------- | ----------------------------------------------------------------------- |
| 2015 |                   | 200m wisselslag · 400m wisselslag                                       |
| 2016 | 400m wisselslag   | 400m wisselslag                                                         |
| 2017 |                   | 100m wisselslag · 200m wisselslag · 400m wisselslag · 4x200m Vrije slag |
| 2018 | 200m wisselslag · |                                                                         |

## Persoonlijke records
Bijgewerkt t/m 6 december 2019
Kortebaan
| Afstand         | Tijd    | Datum           | Plaats  |
| --------------- | ------- | --------------- | ------- |
| 200m wisselslag | 1.55.99 | 6 december 2019 | Glasgow |
| 400m wisselslag | 4.05,76 | 4 december 2019 | Glasgow |

Langebaan
| Afstand         | Tijd       | Datum        | Plaats  |
| --------------- | ---------- | ------------ | ------- |
| 200m wisselslag | NR 2.00,12 | 24 juli 2019 | Gwangju |
| 400m wisselslag | NR 4.13,46 | 28 juli 2019 | Gwangju |